# Iwan Szkott
Iwan Andriejewicz Szkott, ros. Иван Андреевич Шкотт (ur. 12 listopada 1903 w Moskwie, zm. 19 maja 1933 w Paryżu) – rosyjski pisarz i publicysta emigracyjny, działacz literacki.

## Życiorys
W 1920 ukończył szkołę robotniczą w Moskwie. W 1921 rozpoczął studia chemiczne na wydziale fizyczno-matematycznym Uniwersytetu Moskiewskiego. Wiosną 1924 został aresztowany przez OGPU. Po procesie skazano go na karę zsyłki do Kraju Narymskiego. Wiosną 1925 udało mu się zbiec, po czym w październiku tego roku nielegalnie przeszedł radziecko-polską granicę. W Polsce został aresztowany, ale wkrótce wyszedł na wolność.
W styczniu 1926 przybył do Francji. Pracował w fabryce metalurgicznej. Następnie zamieszkał w Paryżu. Nauczał prywatnie matematyki. W 1928 wstąpił do grupy literackiej „Koczewje”. Ukończył rosyjską szkołę techniczną.
Publikował w piśmie „Wola Rossii” i „Poslednije nowosti”. W 1929 napisał powieść „Malcziki i diewoczki”. Pozostałe utwory literackie zniszczył. Używał pseudonimu Iwan Bołdyriew.
W 1933 popełnił samobójstwo.